# Mountain biking ai I Giochi panamericani giovanili
Le competizioni di mountain biking ai I Giochi panamericani giovanili si sono svolte dal 25 al 26 novembre a Cali, in Colombia

## Podi

### Ragazzi
| Evento               | Oro             | Argento      | Bronzo                      |
| Individuale maschile | Martín Vidaurre | Nelson Duván | Gustavo de Oliveira Pereira |

### Ragazze
| Evento                | Oro        | Argento       | Bronzo          |
| Individuale femminile | Angie Lara | Ana María Roa | Giuliana Morgen |